# Муромска Богородица
Муромска икона Богородице је икона Пресвете Богородице, у Православној цркви поштоване као чудотворна. 
Православна црква прославља Муромску Богородицу 12. априла (25. априла).

## Појављивање у Мурому
Према црквеном предању, Муромску икону је почетком 12. века пренео муромски кнез Константин из Кијева у Муром. У почетку се налазила у цркви при кнежевској резиденцији, а касније у старој градској саборној цркви, па је због тога добила име „Муромска“. Икона је постала позната по томе што када је кнез Константин покушао да убеди муромске незнабошце да прихвате хришћанство, они су одбили и чак одлучили да га убију, али након што је он отишао код завереника са Муромском иконом Мајке Божије, они су променили своје намере. и сами затражили да се крсте.
Пренос иконе у Рјазањ у 13. веку повезан је са епископом Муромским Василијем, кога су оклеветали становници Мурома и који је био приморан да напусти град, поневши са собом Муромску икону. Од тада је епископско седиште у Мурому укинуто и установљено у Рјазању, где се чувала чудотворна икона, која је почела да се назива „Молитва Светог Василија“, пошто се епископ Василије молио овој икони пре него што је напустио Муром. Према „Житију о Василију Рјазанском“, Свети Василије је до Рјазања стигао по води на својој мантији. У иконографији, Свети Василије се често приказује са Муромском иконом Богородице у рукама.
Након тога, чудотворна слика је постављена изнад гроба Светог Василија у Рјазанској саборној цркви Рођења Христовог. Оригинална икона није сачувана.

## Иконографија
Постоји више копија Муромске иконе, од којих се многе тренутно налазе у разним црквама и музејским збиркама. Један од поштованих копија сачувана је у саборној цркви Рођења Богородице у Мурому. После револуције 1917. године, црква је затворена, а Муромска икона Богородице је нестала.
Најдревније копије Муромске иконе Богородице насликане су у 16-17 веку и припадају делима московских иконописаца.